# 朝鮮鉄道660形蒸気機関車
660形は、朝鮮鉄道が黄海線用に製作したテンダー式蒸気機関車である。

## 概要
礼成江鉄橋が1932年（昭和7年）に竣工したことにより、朝鮮鉄道にとり黄海線の重要性は急に増したが、即時の改軌は不可能なため従来の762mm軌間のまま輸送力増強が図られた。
1935年までに従来の軽便鉄道の枠を超える、京城-海州間の急行列車の運行が可能かどうかの調査がなされた。1935年内に既存形式である655形（動輪径940mm）により70km/hでの運行が問題ないことが確かめられた。
試験結果を受け製作されたのが本形式で、動輪直径は1,100mmに拡大され、黄海道を70km/hで快走する急行列車を牽引した。
本形式も900形と同様の手法により広火室を採用し重心低下と出力確保を両立している。
660形は6両製作され、1937年末までに汽車製造にて3両（機番660 - 662、製造番号1490 - 1492）、日本車輌製造にて3両（機番663 - 665、製造番号501 - 503）が製造された。

## 戦時中
戦時中の1944年4月1日付で黄海線が朝鮮総督府に買収され、本形式も朝鮮総督府鉄道の車両となる。

## 戦後
戦後の朝鮮半島分断により、本形式も南北に分断されそれぞれ韓国と北朝鮮それぞれの国鉄に引き継がれた。
現存する車両はない。